# Diabolik
Diabolik je izmišljeni lik koji su u kolovozu 1962. godine osmislile sestre Luciana i Angela Giussani nadahnute likom glumca Roberta Taylora (koji je, poslužio kao model gotovo u isto vrijeme drugim legendama talijanskog stripa, Sergiu Bonelliju i Gallieno Ferriju, za crtanje Zagora). Diabolik je lik u crnom kostimu koji pomalo sliči na onaj kojim se služio Fantom, a prvi broj se pojavio na kioscima već 1. studenog iste godine. 
Projekt su započele skromno i bez puno pretenzija, kao dvomjesečno izdanje, ali mu je popularnost tako rasla da je vrlo skoro počeo izlaziti jednom, pa onda i dvaput mjesečno. Sestre Giussani su uvele pravu malu revoluciju u svijet stripa, počevši od samog "džepnog" formata stripa koji se lako mogao spremiti i nositi (u skladu s idejom vodiljom s početka ovog teksta) do ideje o heroju negativcu koje su poslije prihvatili i drugi autori pa su se ubrzo pojavili i ostali likovi slične tematike (poput naprimjer Satanika i Kriminala, ranih radova još jednog legendarnog dvojca, Magnusa & Bunkera, koji će se tek kasnije proslaviti serijalom Alan Ford). Našavši se u vremenskoj stisci (od ideje do izlaska prvog broja prošla su samo 3 mjeseca), crtanje prvog i drugog broja su odradili "prolaznici" Zarcone i Giacobini da bi ga u trećem preuzeo Luigi Marchesi i naposljetku u 10-om broju Enzo Facciolo, koji se smatra i grafičkim kreatorom lika.

## Podaci o strip junaku
Diabolik se rodio kao odgovor na hinjenu pristojnost koja je vladala svijetom stripa 1960-ih godina. On je anđeo protjeran iz potrošačkog raja samo zato što je buntovnik, prezreni đavao samo zato što je ravnodušan na "normalne" dužnosti pojedinca u društvu. U steriliziranom crno bijelom svijetu podjeljenom na dobre i loše, Diabolik je pravedni zločinac, čovjek s moralnim kodeksom koji nikad neće prekršiti. 
Diabolik je siroče kojeg su od utapanja nakon brodoloma spasili stanovnici izoliranog otoka kojim je vladao King, vođa velike zločinačke organizacije koja se bavila raznoraznim kriminalnim aktivnostima po svijetu. Inteligentan i sposoban, naučio je od njih razne vještine i tehnologije i razvio je posebnu formulu kojom je stvorio materijal od kojeg vrlo brzo može kreirati bilo kakvu masku i pretvoriti se u drugu osobu. King je uvidio važnost tog otkrića i pokušao ga je ubiti, ali Diabolik je pobijedio i od tada počinje njegova karijera. Iz epizode u epizodu, Diabolik se neprestano razvijao kao lik, poprimajući polako ali sigurno čvrste karakterne osobine poput poštovanja prema sposobnim ljudima (poput svog najvećeg neprijatelja Ginka), darežljivosti i sklonosti ka ljudima koji žive odbačeni od društva, kao i prezir prema svakoj vrsti zlobe. Onaj tko mu pomogne će sigurno biti nagrađen isto tako kao što će onaj tko mu stane na put (ili još gore, priprijeti njegovoj Evi, koja mu je jedina ljubav i vjerna suputnica) umrijeti. Zanimljivo je da se ne koristi vatrenim oružjem i kompjuterima, nego nožem kojim izvanredno rukuje i raznoraznim tehničkim napravama koje sam kreira. Rijetko koristi silu i kad to čini, radi to protiv svoje volje, ali elegantno i efikasno, kao pravi poznavatelj borilačkih vještina. Mogli bi ga usporediti s Robinom Hoodom, ali uz izostavljanje onog dijela o "davanju siromašnim"; Diabolik je tu nemilosrdan i zato uvijek u borbi s Društvom.
Antipod Diaboliku i Evi čine inspektor Ginko i njegova vječna zaručnica Altea, "dobri" likovi u serijalu. Kao i Diabolik, i Ginko je opasan suparnik. Inteligentan, sposoban i hrabar inspektor i šef policije u imaginarnom gradu Clarvilleu (u kojem se, uz isto tako imaginaran Ghenf odvija radnja, a koje možemo shvatiti otprilike kao Pariz i Marseille, i po geografskom položaju i po ostalim karakteristikama koje ti gradovi imaju) je posvetio svoj život hvatanju Diabolika. Njegova borba s Diabolikom je unaprijed osuđena na propast (inače bi to bio kraj serijala) ali to ne umanjuje napetost i suspence koji vlada u njihovim okršajima, niti umanjuje njegovu sposobnost (jer uvijek ispada gubitnik). Zanimljivo je da su i Ginko i Diabolik u svojoj suštini slične osobe, samo na različitim stranama zakona i da obojica gaje duboko poštovanje i divljenje jedno prema drugom. Jer, kao što kaže Diabolik "...Bez Ginka bi bilo previše jednostavno..."!
Altea je grofica od Vallenberga, potječe iz plemićke obitelji i okruženja i kao takva je imala problema u životu s Ginkom zbog klasnih razlika, ali se poslije odrekla plemićke titule i sretno živi s Ginkom, nadajući se skorom braku kojeg Ginko odlaže "...dok ne uhvati Diabolika...". Naravno, zbog prirode posla kojom se Ginko bavi, Altea je nekoliko puta bila u opasnim situacijama i jednom je čak bila i talac Diabolika i Eve, ali se zahvaljujući svojoj hrabrosti uspjela spasiti.

## Podaci o autorima
Diabolik izlazi više od četrdeset godina, što ga čini trećim najstarijim serijalom u Italiji, uz Texa Willera i Zagora. Njegove autorice, sestre Giussani su odavno mrtve, a i on sam je pomalo ostario tijekom vremena izgubivši onu prvobitnu krvoločnost i bezosjećajnost, ali njegova stvaralačka ekipa na čelu s glavnim scenaristom, Mariom Gombolijem i crtačem Sergiom Zanibonijem ne odustaje, već iz mjeseca u mjesec donosi nove epizode ovog anđela osvete. Novi scenarist je Tito Faraci (koji vrlo upješno piše i za Bonellija epizode Dylana Doga i Nicka Raidera), a novi crtači (Giuseppe Palumbo i Angelo Maria Ricci, uz već standradne adute kao što su Giorgio Montorio i Sergio Zaniboni).

## Film
Talijanski redatelj Mario Bava je 1968. godine snimio film Danger: Diabolik s producentom Dinom DeLaurentisom, a Diabolika je glumio John Phillip Law.

## Vanjske poveznice
- Službene stranice (it)